# Принцип автофазировки
Принцип автофазировки — закон, обеспечивающий стабильность частицы в резонансном циклическом ускорителе в продольном направлении. Принцип был сформулирован В. И. Векслером (1944) и независимо Макмилланом (1945) и позволил создавать синхроциклотроны, а позже синхротроны для ускорения релятивистских частиц, что было невозможно в классическом циклотроне.

## Описание принципа
В циклическом ускорителе установлен высокочастотный резонатор, создающий ускоряющее продольное электрическое поле. Соответствующее ему напряжение: {\displaystyle U(t)=U_{0}sin(\Omega t)}. Для резонансного ускорения, частицы пучка должны проходить через резонатор в одной и той же фазе. Пусть есть некая центральная частица в пучке (равновесная частица), которая приходит в резонатор в момент времени {\displaystyle t_{0}} и получает энергию {\displaystyle W_{0}=eZU_{0}sin(\Omega t_{0})}, где {\displaystyle eZ} — заряд частицы. Если какая-то частица имеет отклонение по энергии от энергии равновесной частицы {\displaystyle \delta E}, то такая частица совершает один оборот за другое время, чем равновесная. В первом приближении поправка линейно связана с ошибкой по энергии: {\displaystyle \Delta T=K\cdot \delta E/E}, где {\displaystyle K=\alpha -{\frac {1}{\gamma ^{2}}}}. Первое слагаемое, коэффициент расширения орбит {\displaystyle \alpha }, отвечает за удлинение орбиты, а второе, выраженное через релятивистский фактор {\displaystyle \gamma }, отвечает за изменение скорости движения частицы. Для ультрарелятивистских частиц, их скорость почти неизменна, второе слагаемое несущественно, и коэффициент {\displaystyle K>0}. В этом случае, частица с бо́льшей энергией, имея больший период обращения, придёт в следующий раз в резонатор позже равновесной {\displaystyle t>t_{0}}. Если равновесная фаза {\displaystyle \phi _{0}=\Omega t_{0}} расположена на спадающем склоне синусоиды напряжения ВЧ, то запоздавшая частица получит меньше энергии, то есть её отклонение по энергии от равновесного значения сократится. Аналогично, частица с меньшей энергией получит больше, чем равновесная. Таким образом, частицы пучка будут совершать малые синхротронные колебания вокруг равновесного значения.
Аналогичные рассуждения можно провести для случая {\displaystyle K<0}, только для автофазировки следует выбрать нарастающий склон синусоиды ВЧ, в противном случае частицы будут совершать инфинитное движение в фазовой плоскости {\displaystyle (\delta E,\phi )}.
Следует отметить, что в резонансном ускорителе циклотроне принцип автофазировки не выполняется, поскольку нерелятивистские частицы имеют период обращения, не зависящий от энергии. Это значит, что частица с отклонением по энергии не будет сокращать отстройку, а частица с отклонением по фазе прихода в ускоряющий зазор будет сохранять отстройку по фазе и наращивать отстройку по энергии.